# 博德瑙湖

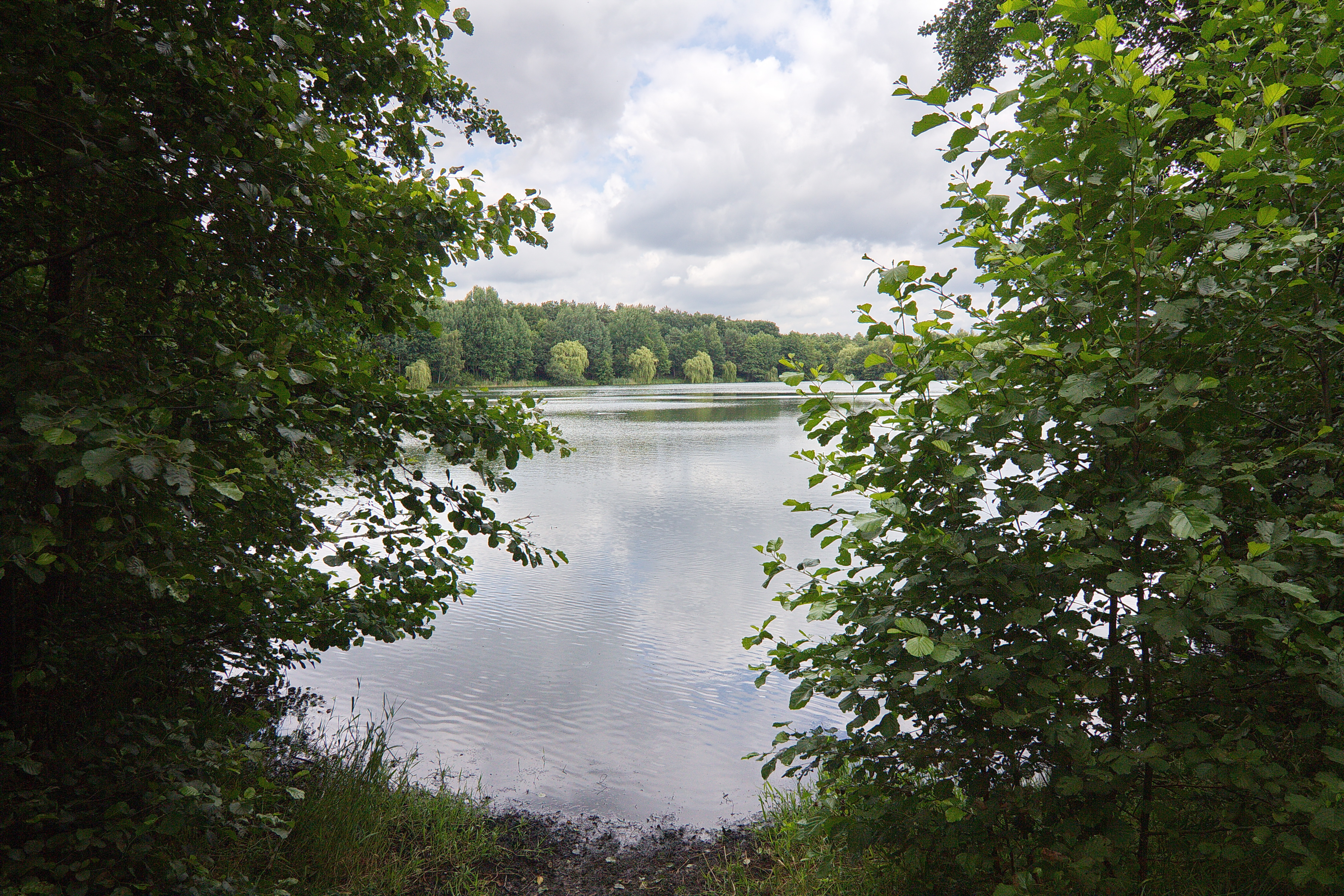

52°28′26″N 9°29′10″E / 52.47389°N 9.48611°E
博德瑙湖（德語：Bordenauer See），是德國的湖泊，位於該國西北部，由下薩克森州負責管轄，處於呂本山麓諾伊施塔特，長0.4公里，面積0.05平方公里，海拔高度38米，最大水深3米。